# Alexander Borodyansky
Alexander Borodyansky (3 de fevereiro de 1944) é um diretor de cinema russo.